# Hjularen
Hjularen är en sjö i Flens kommun i Södermanland och ingår i Nyköpingsåns huvudavrinningsområde.